# Doug Brochu
Douglas Mark "Doug" Brochu, född 29 september 1990 i Fayetteville, North Carolina, är en amerikansk skådespelare, komiker och röstskådespelare, mest känd för rollen som Grady Mitchell i Sonnys chans och So Random!. Han är yngre bror till Chris Brochu, även han skådespelare.